# Namnlösen, Hälsingland
Namnlösen är en sjö i Ljusdals kommun i Hälsingland och ingår i Ljusnans huvudavrinningsområde.